# Jugosocythereis pannosa
Jugosocythereis pannosa är en kräftdjursart som först beskrevs av Brady 1869.  Jugosocythereis pannosa ingår i släktet Jugosocythereis och familjen Hemicytheridae. Inga underarter finns listade i Catalogue of Life.